# Egoist
Egoist (estilizado como EGOIST) fue un dúo japonés de música pop, consistente del compositor Ryo (de Supercell) y la cantante Chelly. El grupo nació originalmente para proveer la música del anime Guilty Crown (2011), pero incluso después del final de la serie, la agrupación continuó produciendo música. El álbum debut de Egoist, Extra Terrestrial Biological Entities, fue lanzado en septiembre de 2012 por Sony Music.

## Historia
En 2011, Ryo de Supercell fue asignado para componer la música del anime Guilty Crown. Ese mismo año, entre el 25 de mayo y el 19 de junio, Supercell realizó una audición para escoger al vocalista su tercer álbum (Zigaexperientia, 2013); Ryo buscaba también a la vocalista para Egoist, la banda ficticia que aparecería en Guilty Crown. De cerca de dos mil candidatos, la entonces joven cantante de 17 años de edad, Chelly, fue escogida para cantar como el personaje de la vocalista de la banda, Inori Yuzuriha. El sencillo debut de Egoist, «Departures (Anata ni Okuru Ai no Uta)» (Departures －あなたにおくるアイの歌－ Departures －Anata ni Okuru Ai no Uta－?), fue lanzado el 30 de noviembre de 2011 y se utilizó como el primer tema de cierre de Guilty Crown. Su segundo sencillo, «The Everlasting Guilty Crown», fue puesto a la venta el 7 de marzo de 2012 y sirvió como segundo tema de apertura de la serie. El 19 de septiembre de 2012, Sony Music lanzó a la venta el álbum debut de Egoist, Extra Terrestrial Biological Entities.
En diciembre de 2012, y como parte del anime Psycho-Pass (2012), Egoist lanza su tercer sencillo, «Namae no Nai Kaibutsu» (名前のない怪物?), que fue el primer tema de cierre de dicha serie; el segundo, «All Alone With You», fue el cuarto sencillo de la banda y fue puesto a la venta en marzo de 2013. El 6 de noviembre del mismo año, Egoist lanza su primer sencillo digital: «Suki to Iwareta Hi» (好きと言われた日?). En 2014, la agrupación hizo la canción «Fallen» para el tema de cierre de Psycho-Pass 2. Como sencillo, «Fallen» fue puesto a la venta el 19 de noviembre de dicho año. El sexto sencillo del dúo"Reloaded" (リローデッド?) fue revelado el 22 de septiembre de 2015;la canción fue usada para la película animada Genocidal Organ. El séptimo sencillo "Kabaneri of the Iron Fortress" se presentó el 25 de mayo de 2016; la canción se utiliza como opening del anime Kabaneri of the Iron Fortress. El octavo fue usado como opening del anime Fate/Apocrypha el 2 de julio de 2017 cuya canción se llama "Eiyuu Unmei no Uta (英雄 運命の詩)"
En agosto de 2023, Chelly anunció que Egoist se disolverá después de dos conciertos en Osaka y Kanagawa el 23 de septiembre y el 9 de octubre, respectivamente. Chelly ha actuado y continuará como solista bajo el nombre de Reche.

## Discografía

### Álbumes de estudio
| Álbum | Posiciones en listas | Posiciones en listas | Posiciones en listas | Ventas      |
| Álbum | JPN                  | COR                  | TWN                  | Ventas      |
| --- | -------------------- | -------------------- | -------------------- | ----------- |
| Extra Terrestrial Biological Entities - Lanzamiento: 23 de mayo de 2012 - Sello: Sony Music - Formato: CD, CD+DVD, descarga digital | 9                    | 58                   | 4                    | JPN: 50 000 |

### Sencillos
| Título                                  | Año  | Posiciones en listas | Posiciones en listas | Posiciones en listas | Posiciones en listas | Ventas (JPN) | Certificaciones | Álbum                                 |
| Título                                  | Año  | JPN Oricon           | JPN Hot 100          | TWN                  | TWN East Asian       | Ventas (JPN) | Certificaciones | Álbum                                 |
| --------------------------------------- | ---- | -------------------- | -------------------- | -------------------- | -------------------- | ------------ | --------------- | ------------------------------------- |
| «Departures (Anata ni Okuru Ai no Uta)» | 2011 | 8                    | 20                   | —                    | —                    | 46 000       | —               | Extra Terrestrial Biological Entities |
| «The Everlasting Guilty Crown»          | 2012 | 7                    | 15                   | —                    | —                    | 51 000       | RIAJ: Oro       | Extra Terrestrial Biological Entities |
| «Namae no Nai Kaibutsu»                 | 2012 | 6                    | 9                    | —                    | —                    | 41 000       | RIAJ: Oro       | Sin álbum                             |
| «All Alone with You»                    | 2013 | 6                    | 9                    | —                    | —                    | 33 000       | —               | Sin álbum                             |
| «Suki to Iwareta Hi»                    | 2013 | —                    | —                    | —                    | —                    | —            | —               | Sin álbum                             |
| «Fallen»                                | 2014 | 9                    | 8                    | 19                   | 1                    | 27 000       | —               | Sin álbum                             |